# Noccaea parviflora
Noccaea parviflora är en korsblommig växtart som först beskrevs av Aven Nelson, och fick sitt nu gällande namn av Josef Holub. Noccaea parviflora ingår i släktet backskärvfrön, och familjen korsblommiga växter. Inga underarter finns listade i Catalogue of Life.